# The Tyranny of Distance
 (février 2023).
Si vous disposez d'ouvrages ou d'articles de référence ou si vous connaissez des sites web de qualité traitant du thème abordé ici, merci de compléter l'article en donnant les références utiles à sa vérifiabilité et en les liant à la section « Notes et références ».
Albums de Ted Leo and the Pharmacists
tej leo(?), Rx / pharmacists
(1999) Hearts of Oak
(2003)
The Tyranny of Distance est le deuxième album du groupe de rock américain Ted Leo and the Pharmacists, sorti en 2001 sous le label Lookout! Records.

## Pistes
Les douze pistes de cet album sont :
1. Biomusicology
2. Parallel Or Together?
3. Under The Hedge
4. Dial Up
5. Timorous Me
6. Stove By A Whale
7. The Great Communicator
8. Squeaky Fingers
9. M¥ Vien Ilin
10. The Gold Finch And The Red Oak Tree
11. St. John The Divine
12. You Could Die (Or This Might End)